# Ruby the Hatchet
Ruby the Hatchet ist eine US-amerikanische Psychedelic-Rock- und Doom-Metal-Band aus New Jersey, die im Jahr 2011 gegründet wurde.

## Geschichte
Nach mehreren Proben wurde die Band im Jahr 2011 in New Jersey gegründet, ehe sie ihren Sitz später nach Philadelphia verlegte. Im selben Jahr erschien eine selbstbetitelte EP. Die Band bestand kurze Zeit später aus dem Gitarristen Johnny Scarps, dem Schlagzeuger Owen Stewart, dem Bassisten Mike Parise, dem Keyboarder Sean Hur und der Sängerin Jillian Taylor. Im Folgejahr erschien das Debütalbum Ouroboros. Nach einer Single im Jahr 2014 unter dem Namen Eliminator schloss sich im Jahr 2015 das zweite Album Valley of the Snake an. Im Titellied ist der Jazz-Flötist Johnny Scarps senior, Vater des Gitarristen, als Gastmusiker zu hören.

## Stil
Laut Fred Thomas von Allmusic spielt die Band eine Mischung aus doomigem, bösen Hard Rock und okkultem Psychedelic Rock. Auf dem zweiten Album Valley of the Snake hätten die Einflüsse aus dem Stoner Rock stark zugenommen. Alexandra Michels vom Rock Hard ordnete die Band dem Psychedelic Rock zu. Im Interview mit ihr gab Jillian Taylor an, dass die Debüt-EP noch zu dritt geschrieben wurde, ehe der Keyboarder Sean Hur dazukam. Mittlerweile würden die Lieder gemeinsam geschrieben werden. Michels gab an, dass Valley of the Snake viele religiöse und okkulte Bezüge aufweist. Laut Taylor spielt Religion im persönlichen Leben der Bandmitglieder jedoch keine große Rolle, sondern man sei dadurch nur vielmehr fasziniert. Eine Ausgabe zuvor hatte Boris Kaiser das Album rezensiert. Auch er stellte Bezüge zum Okkultismus fest und hörte Einflüsse aus dem Doom Metal heraus. Zudem höre man eine Jon-Lord-Orgel heraus. Er verglich Ruby the Hatchet mit Blood Ceremony. Außerdem sei die Band besser als Gruppen wie Mount Salem, Purson und Jex Thoth.

## Diskografie
- 2011: Ruby the Hatchet (EP, Eigenveröffentlichung)
- 2012: Ouroboros (Album, Eigenveröffentlichung)
- 2014: Eliminator (Single, Eigenveröffentlichung)
- 2015: Valley of the Snake (Album, Tee Pee Records)
- 2015: Aurum (Album, Kozmik Artifactz)
- 2017: Planetary Space Child (Album, Tee Pee Records)